# Chord Overstreet
Chord Paul Overstreet (født 17. februar 1989) er en amerikansk skuespiller, sanger og musiker, bedst kendt for sin rolle som Sam Evans i tv-serien Glee.

## Tidlige år
Overstreet blev født i Nashville, Tennessee, af makeupartist Julie Miller og countrysanger Paul Overstreet.  Han har en storebror, Nash, der spiller guitar i bandet Hot Chelle Rae, en ældre søster, Summer, og tre yngre søstre, Harmony, Skye og Charity. Han er af tysk, irsk, og engelsk afstamning.  Han blev opkaldt efter den musikalske udtryk af samme navn .  Overstreet blev opdraget på en gård uden for Nashville.  Opmuntret af sine forældre til at forfølge musik, begyndte han at spille mandolin i en tidlig alder, og spillede senere på trommer, fløjte, klaver og guitar. Han er også en sangskriver.  I hans teenageår, var han model i reklamer for Famous Footwear og Gap.

## Filmografi

### Film
| År   | Titel                      | Rolle     | Noter           |
| ---- | -------------------------- | --------- | --------------- |
| 2009 | The Hole                   | Adam      |                 |
| 2011 | A Warrior's Heart          | Dupree    |                 |
| 2011 | Glee: The 3D Concert Movie | Sam Evans | Concert movie   |
| 2015 | Fourth Man Out             | Nick      | Post-production |

### Fjernsyn
| År      | Titel              | Rolle            | Noter                                                    |
| ------- | ------------------ | ---------------- | -------------------------------------------------------- |
| 2009    | iCarly             | Eric             | Episode: "iSpeed Date"                                   |
| 2009    | Private            | Josh Hollis      | 11 episodes                                              |
| 2010    | No Ordinary Family | Lucas Fisher     | Episode: "Unaired Pilot"                                 |
| 2010–15 | Glee               | Sam Evans        | Tilbagevendende rolle (sæson 2–3) Hovedrolle (sæson 4–6) |
| 2011    | The Middle         | Ralph Wilkerson  | Episode: "Hecking Order"                                 |
| 2013    | Regular Show       | Dusty B (stemme) | Episode: "The Thanksgiving Special"                      |

### Musikvideoer
| År   | Titel             | Artist         | Rolle |
| ---- | ----------------- | -------------- | ----- |
| 2011 | "Tonight Tonight" | Hot Chelle Rae | Model |